# Yukihiro Takahashi
Yukihiro Takahashi (高橋 幸宏, Takahashi Yukihiro), né le 6 juin 1952 à Tokyo et mort le 11 janvier 2023,, est un auteur-compositeur-interprète, batteur, réalisateur, modéliste, écrivain et acteur japonais. Il est notamment connu pour avoir été le batteur et chanteur occasionnel de Yellow Magic Orchestra, accompagné de Ryūichi Sakamoto et Haruomi Hosono.

## Carrière
Né à Tokyo en 1952, Yukihiro Takahashi se tourne très vite vers la musique et commence à jouer de la batterie dès l'école primaire,. Après être sorti du lycée Rikkyo Ikebukuro de Tokyo, Takahashi entre a l'Université d'art de Musashino avant de quitter ses études pour devenir musicien de studio.
Il se fait d'abord connaitre au début des années 70 comme batteur du groupe Sadistic Mika Band. La formation (dirigé par Kazuhiko Katō qui avait fait partie de The Folk Crusaders et ayant pour chanteuse sa femme Mika Fukui qui donne son nom au groupe) enregistre certains de ses disques au Royaume-Uni. Bien que le groupe rencontre un succès modeste hors du Japon, il est connu comme le premier groupe japonais à avoir fait une tournée en Angleterre. Après la séparation du couple Kazuhiko - Mika Katō en 1975, le groupe est démantelé et certains membres, dont Takahashi, forment un nouveau groupe, The Sadistics. Le groupe enregistre deux albums studios et deux albums live avant de se séparer en 1979 car leurs membres sont trop occupés à gérer leur propre carrière. Takahashi écrit aussi les paroles des premiers albums solos du guitariste de The Sadistics, Masayoshi Takanaka. 
Takahashi enregistre son premier album solo, Saravah en 1978. En 1978, il collabore avec Ryuichi Sakamoto et Haruomi Hosono sur deux albums d'Hosono : Paraiso (signé "Harry Hosono and the Yellow Magic Band") et Pacific. Les trois membres forment à la fin de l'année le Yellow Magic Orchestra. Le Yellow Magic Orchestra rencontre un immense succès de 1978 à 1984, effectuant même deux tournées à l'international et devenant l'un des groupes japonais les plus célèbres de l'archipel. Au sein du groupe, Takahashi joue de la batterie et chante aussi sur une grande partie des chansons,.
Durant les années 1980, Takahashi sort de nombreux albums solos, principalement destiné au marché japonais. Il collabore aussi avec des musiciens comme Bill Nelson, Iva Davies du groupe de new-wave Icehouse, ainsi que Keiichi Suzuki avec lequel il forme un duo nommé The Beatniks,. Le duo se fait connaitre dans leur premiers albums pour des chansons en anglais et une utilisation parodique de la langue française. Ils continueront à sortir des albums jusqu'en 2018 à raison d'un tous les six ou sept ans,.
Durant le courant de l'année 1983 il devient le présentateur de la tranche du mardi de l'émission culte All Night Nippon. En outre, en 1985, 1989 et 2006, il participe à la reformation du Sadistic Mika Band sous d'autres noms (Sadistic Yuming Band, Sadistic Mica Band ou Sadistic Mikaela Band),. Il s'essaye au cinéma et joue quelques petits rôles, notamment dans la comédie Poisson d'Avril de Nobuhiko Ōbayashi dont il signe la bande originale. Takahashi est connu pour être aussi l'un des arrangeurs de la bande originale du dessin animé Nadia, le secret de l'eau bleue en 1989, en composant le thème Families,.
En 1993 avec Yohji Yamamoto , Nobuyuki Takahashi et Shinichi Tanaka, il crée le studio d'enregistrement Consipio Studio et le label Consipio Records, et participe au retour du Yellow Magic Orchestra pour l'album Technodon. En 1997, il collabore avec Steve Jansen et sort un album , Pulse X Pulse en duo avec celui-ci,.
Au début des années 2000, Takahashi forme un duo nommé Sketch Show avec son ancien collaborateur de YMO, Haruomi Hosono. Le groupe se réunit avec Ryuichi Sakamoto pour former l'éphémère groupe  Human Audio Sponge, abrévié en HAS. Le groupe muera avec YMO pour devenir HASYMO et sortir le morceau "Rescue" en 2007,. Il forme aussi deux groupes à la fin des années 2000. Le premier se nomme Pupa et sort deux albums en 2008 et 2010, le second se nomme Metafive et sort cinq albums entre 2014 et 2018.
Jusqu'à sa mort, Takahashi sort périodiquement des albums solos et continue à donner des concerts. L'un de ses derniers projets, Saravah, Saravah! sorti en 2018 fut une version remasterisé et réenregistré de son tout premier album avec la participation de Sakamoto et Hosono,

## Vie personnelle
Takahashi avait pour épouse Kiyomi Takahashi.
Souffrant de migraine à l'été 2020, il  lui est diagnostiqué, à la suite d'un scanner, une tumeur cancéreuse au cerveau. Il annonce publiquement le 13 août 2020, son opération du cerveau et annonce la reprise de ses activités musicales le 20 octobre 2020. Le 11 janvier 2023, Takashi décède à 70 ans d'une pneumopathie d'inhalation conséquente à sa tumeur au cerveau, alors qu'il se trouve dans la ville de Karuizawa,,.

## Discographie

### Groupes

#### Sadistic Mika Band
- 1973 : Sadistic Mika Band
- 1974 : Kurofune (黒船, Black Ship(s)?)
- 1975 : Hot! Menu
- 1976 : (live) Mika Band Live In London

#### Sadistics
- 1977 : Sadistics
- 1978 : We Are Just Taking Off
- 1979 : (live) The Live Show

#### Yellow Magic Orchestra

##### Albums studio
- 1978 : Yellow Magic Orchestra
- 1979 : Solid State Survivor
- 1980 : X∞ Multiplies
- 1981 : BGM
- 1981 : Technodelic
- 1983 : Naughty Boys
- 1983 : Naughty Boys Instrumental
- 1983 : Service
- 1993 : Technodon

##### Albums Live
- 1979 : Faker Holic YMO World Tour Live
- 1980 : Public Pressure
- 1984 : After Service
- 2001 : One More YMO : The Best of YMO Live
- 2008 : Gijon YMO - Live in Gijon 19.6.08
- 2008 : London YMO - Live in London

#### The Beatniks
- 1981 : Exitentialism
- 1987 : Exitentialist A Go-Go
- 1994 : Another High Exit
- 1996 : The Show Vol.4 - Yohji Yamamoto Collection Music
- 2001 : Mri: Musical Resonance Imaging
- 2011 : Last Train To Exitown
- 2018 : Exitentialist A Xie Xie
- 2018 : (live) Night Of The Beat Generation

#### Sadistic Mica Band
- 1989 : 天晴
- 1989 : (live) 晴天～ライヴ・イン・トーキョー

#### Sketch Show
- 2002 :Audio Sponge
- 2003 : Loophole

#### Sadistic Mikaela Band
- 2006 : Narkissos

#### Human Audio Sponge
- 2006 : Live In Barcelona - Tokyo

#### Pupa
- 2008 : Floating Pupa
- 2010 : Dreaming Pupa

#### Metafive
- 2014 : (live) Techno Recital
- 2016 : Metahalf
- 2016 : (live) Metahalive
- 2016 : Meta
- 2021 : Metaatem

### Participation
- Haruomi Hosono :

1978 : Paraiso
- In Phase :

2014 : Phase

### Carrière Solo

#### Albums

##### Studio
| Année | Album |
| ----- | --- |
| 1978  | Saravah - Sortie: 21 juin 1978 - Label: Seven Seas - Format: LP                                                                      |
| 1980  | Murdered By The Music = 音楽殺人 - Sortie: 21 juin 1980 - Label: Seven Seas - Format: LP                                             |
| 1981  | Neuromantic = ニウロマンティック - Sortie: 24 mai 1981 - Label: Alfa - Format: LP                                                    |
| 1982  | What, Me Worry? ボク、大丈夫!! - Sortie: 21 juin 1982 - Label: Yen Records - Format: LP                                              |
| 1983  | Tomorrow's Just Another Day - Sortie: 25 Août 1983 - Label: Yen Records - Format: LP                                                 |
| 1984  | Wild and Moody - Sortie: 10 novembre 1984 - Label: Yen Records - Format: LP                                                          |
| 1985  | Once a Fool - Sortie: 1er novembre 1985 - Label: T.E.N.T, Canyon - Format: LP                                                        |
| 1986  | Only When I Laugh = ...笑っている時だけ - Sortie: 21 Août 1986 - Label: T.E.N.T, Canyon - Format: LP                                 |
| 1988  | Ego - Sortie: 16 novembre 1988 - Label: Eastworld - Format: LP                                                                       |
| 1990  | Broadcast from Heaven - Sortie: 4 avril 1990 - Label: Eastworld - Format: LP                                                         |
| 1991  | A Day In The Next Life - Sortie: 20 mars 1991 - Label: Eastworld - Format: LP                                                        |
| 1992  | Lifetime, Happy Time - Sortie: 18 mars 1992 - Label: Eastworld - Format: LP                                                          |
| 1993  | Heart Of Hurt - Sortie: 1993 - Label: Eastworld - Format: LP                                                                         |
| 1994  | MR. YT - Sortie: 16 novembre 1994 - Label: EastWorld - Format: LP                                                                    |
| 1995  | I'm Not in love - Sortie: 1995 - Label: Eastworld - Format: LP                                                                       |
| 1995  | Fate Of Gold - Sortie: 25 octobre 1995 - Label: Eastworld - Format: LP                                                               |
| 1996  | Portrait with no Name - Sortie: 13 novembre 1996 - Label: Eastworld - Format: LP                                                     |
| 1996  | The Show Vol. 6: Yohji Yamamoto Collection Music - Sortie: 1996 - Label: Consipio Records - Format: LP                               |
| 1997  | Pulse X Pulse (avec Steve Jansen) - Sortie: 1997 - Label: Consipio Records - Format: LP                                              |
| 1997  | A Sight of Ghost - Sortie: 19 septembre 1997 - Label: Consipio Records - Format: EP                                                  |
| 1998  | A Ray of Hope - Sortie: 18 mars 1998 - Label: Consipio Records - Format: EP                                                          |
| 1999  | The Dearest Fool - Sortie: 20 octobre 1999 - Label: Consipio Records - Format: EP                                                    |
| 2006  | Blue Moon Blue - Sortie: 15 mars 2006 - Label: Toshiba EMI Ltd - Format: EP                                                          |
| 2009  | Page By Page - Sortie: 11 mars 2009 - Label: Virgin - Format: EP                                                                     |
| 2013  | Life Anew - Sortie: 17 juillet 2013 - Label: Universal - Format: EP                                                                  |
| 2014  | Techno Recital (avec Metafive) - Sortie: 2014 - Label: Universal Music, Virgin - Format: EP                                          |
| 2018  | Saravah, Saravah! - Sortie: 2018 - Label: Columbia, Better Days - Format: EP                                                         |
| 2021  | Grand Espoir - Sortie: 27 octobre 2021 - Label: Great Tracks - Format: EP - Compilations de titres inédits et de travaux de commande |

##### Live
| Année | Album |
| ----- | --- |
| 1984  | Time and Place - Sortie: 25 janvier 1984 - Label: Yen Records - Format: LP                                          |
| 1991  | A Night In The Next Life - Sortie: 23 Août 1991 - Label: Eastworld - Format: LP                                     |
| 1998  | Run After You - Sortie: 18 septembre 1998 - Label: Consipio Records - Format: EP                                    |
| 2012  | Live 1988 Absolute Ego Dance - Sortie: 22 décembre 2012 - Label: Hints Music Inc. - Format: EP                      |
| 2013  | One Fine Night - 60th Anniversary Live - Sortie: 2013 - Label: EMI - Format: EP                                     |
| 2015  | Heart Of Hurt Live 2014 ~ Seas Of Seeds - Sortie: 22 décembre 2015 - Label: Nishi Azabu Records - Format: EP        |
| 2019  | YUKIHIRO TAKAHASHI LIVE2018 SARAVAH SARAVAH! - Sortie: 21 Août 2019 - Label: Nippon Columbia Co., Ltd. - Format: EP |

### Albums de Remix
| Année | Album                                                                                                   |
| ----- | --- |
| 1991  | Yukihiro Takahashi In The '90s (The David Lord Remix) - Sortie: 21 Août 1991 - Label: Alfa - Format: LP |
| 1994  | Murdered By The Music : Remix - Sortie: 1994 - Label: Consipio Records - Format: LP                     |
| 1994  | Saravah! Remix - Sortie: 25 juillet 1994 - Label: Consipio Records - Format: LP                         |
| 2000  | Fool On Earth - Sortie: 25 avril 2000 - Label: Consipio Records - Format: EP                            |

#### Singles et EP
| Année                           | Nom du morceau                                                                                          | Label                     | Album                       |
| ------------------------------- | --- | ------------------------- | --------------------------- |
| 1978                            | "C'est si bon"/"La Rosa"                                                                                | Seven Seas                | Saravah                     |
| 1980 (Japon) 1982 (Royaume-Uni) | "Murdered by the Music" /"Bijin Kiyoshi at the Swimming School" (Paroles de Chris Mosdell)              | Seven Seas / Statik UK    | Murdered by the Music       |
| 1980                            | "Blue Colour Worker" (avec Sandii, paroles de Chris Mosdell) /"Mirrormanic"                             | Seven Seas                | Murdered by the Music       |
| 1981 (Royaume Uni)              | "Drip Dry Eyes"/"Charge" (Paroles de Chris Mosdell)                                                     | Alfa                      | Neuromantic                 |
| 1982 (Royaume Uni)              | "Disposable Love"/"Flashback (single version)"                                                          | Alfa                      | What, Me Worry?             |
| 1982 (Royaume Uni)              | "School of Thought"/"Stop in the Name of Love" (paroles de Chris Mosdell)                               | Alfa                      | Murdered by the Music       |
| 1982                            | "Are You Receiving Me?"/"And I Love You"                                                                | Yen                       | Tomorrow's Just Another Day |
| 1983                            | "Maebure"/"Another Door"                                                                                | Yen                       | Tomorrow's Just Another Day |
| 1984 (Allemagne)                | "Stranger Things Have Happened"/"Kill The Thermostat"                                                   | Pick-Up/Warners           | Wild and Moody              |
| 1985 (Royaume Uni)              | "Stranger Things Have Happened"/"Bounds of Reason"/"Metaphysical Jerks" (avec Mick Karn et Bill Nelson) | Cocteau                   | Wild and Moody              |
| 1985                            | "Poisson D'Avril"/"Kimi ni Surprise!"                                                                   | Yen                       | Poisson d'Avril             |
| 1986                            | "Weekend"/?                                                                                             | Pony Canyon               | Only When I Laugh           |
| 1986                            | "Stay Close" (avec Steve Jansen)                                                                        | Pony Canyon/ Rime Records | -                           |
| 1988                            | "Look of Love"/?                                                                                        | Toshiba EMI               | Ego                         |
| 1989                            | "Fait Accompli" avec Steve Jansen (single promotionnel)                                                 | -                         | -                           |
| 1990                            | "1 percent no Kankei"                                                                                   | Toshiba-EMI               | Broadcast From Heaven       |
| 1991                            | "Stronger Than Iron"                                                                                    | Toshiba-EMI               | A Day in the Next Life      |
| 1991                            | * "Xmas Day in the Next Life" (Chants de Noël)                                                          | Toshiba-EMI               | A Day in the Next Life      |
| 1993                            | "Genki Nara Ureshiine"                                                                                  | Toshiba-EMI               | Heart Of Hurt               |
| 1994                            | "Seppai No Hohemi"                                                                                      | Toshiba-EMI               | -                           |
| 1995                            | "Watermelon" (avec Tokyo Ska Paradise Orchestra)                                                        | Toshiba-EMI               | -                           |

### Bandes Originales
| Année     | Titre                                                                   | Type                                                         | Notes                                  |
| --------- | ----------------------------------------------------------------------- | ------------------------------------------------------------ | -------------------------------------- |
| 1983      | Are You Receiving Me - 前兆 - 蜉蝣 - And I Believe in You               | Chansons publicitaires pour le Whisky Nikka                  |                                        |
| 1984      | Propaganda: A Y.M.O. Film                                               | Film de Makoto Satō                                          | Participation                          |
| 1985      | Poisson d'avril                                                         | Film de Nobuhiko Obayashi                                    | Thème du film                          |
| 1985      | 今日の空                                                                | Chanson publicitaire pour la voiture Daihatsu Mira TX        |                                        |
| 1985      | 悲しいウイークエンド                                                    | Émission de TV Asahi                                         | Thème de fin de l'émission Gokuraku TV |
| 1985      | 今の僕から… - Sailor                                                    | Chansons publicitaires pour Wakamoto Pharmaceutique.         |                                        |
| 1986      | Providence                                                              | Chanson publicitaire pour la calculatrice Casio CZ-1         |                                        |
| 1987      | La Pensée                                                               | Bande originale du défilé de mode parisien de Yohji Yamamoto |                                        |
| 1987      | The Earth Fighter Rayieza                                               | Jeu vidéo de Enix                                            |                                        |
| 1989      | Fait Accompli                                                           | Chanson publicitaire pour la voiture Toyota MR2              |                                        |
| 1990      | Nadia, le secret de l'eau bleue                                         | Série de Hideaki Anno                                        | Participation aux arrangements         |
| 1991      | Sangokushi: Eiketsu Tenka ni Nozomu                                     | Jeu vidéo de Naxat                                           |                                        |
| 1991      | Gaku no Boken                                                           | Film de Makoto Shiina                                        |                                        |
| 1991      | 愛はつよい stronger than iron                                           | Chanson publicitaire pour les bijoux Sanki                   |                                        |
| 1991      | 元気ならうれしいね                                                      | Chanson publicitaire pour l'entreprise Ajinomoto             |                                        |
| 1992      | Umi sora sango-no iitsutae                                              | Film de Makoto Shiina                                        | Avec Koji Ueno                         |
| 1992      | Neugier: Umi to Kaze no Kodō                                            | Jeu vidéo de Telenet Japan                                   |                                        |
| 1992      | 素敵な人                                                                | Chanson publicitaire pour l'entreprise Marui                 |                                        |
| 1992      | Good Days, Bad Days                                                     | Chanson de fin de l'émission Kaze ni Fukarete                |                                        |
| 1993      | Ahiru No Uta Ga Kikoetekuru Yo - あひるのうたがきこえてくるよ           | Film de Makoto Shiina                                        |                                        |
| 1994      | 青空                                                                    | Chanson publicitaire pour la Japan Racing Association        |                                        |
| 1995      | 精一杯の微笑み                                                          | Chanson publicitaire pour la société Shiseido                |                                        |
| 1995      | 二人でくらしてみたいね                                                  | Chanson publicitaire pour l'entreprise Ajinomoto             |                                        |
| 1996      | The Show                                                                | Bande originale du défilé de Yohji Yamamoto                  |                                        |
| 1997      | FantaStep                                                               | Jeu vidéo de Jaleco                                          |                                        |
| 1997/1998 | 地球ほしの声〜Voice Of The Earth〜 - 大切な人 〜Voice Of The Earth II〜 | Chanson publicitaire pour les téléphones portables Kansai    |                                        |
| 1998      | T kara Hajimaru Monogatari                                              | Jeu vidéo de Jaleco                                          | Thème principal                        |
| 2008      | Emerger                                                                 | Thème de l'émission easy sports sur TV Asahi                 |                                        |
| 2014      | Split Spirit                                                            | Musique de l'animé Ghost in the Shell: Arise                 | Thème de fin                           |

## Filmographie

### Comme compositeur
Voir à bandes originales

### Comme acteur
- 1984 : Propaganda: A Y.M.O. Film : lui-même
- 1984 : Tenkoku ni ichiban chikai shima : Katsuki Jirô
- 1986 : Poisson d'avril (四月の魚, Shigatsu no sakana?) : Nemoto Shôhei
- 1988 : The Discarnates
- 2006 : Otoko wa sore gaman dekinai
- 2009 : 20th Century Boys : Chapitre final: Billy
- 2010 : La ballade de l'impossible : Le Gardien
- 2010 : Labyrinth of Cinema